# Trifurcospora irregularis
Trifurcospora irregularis är en svampart som först beskrevs av Matsush., och fick sitt nu gällande namn av K. Ando & Tubaki 1988. Trifurcospora irregularis ingår i släktet Trifurcospora, divisionen sporsäcksvampar och riket svampar.   Inga underarter finns listade i Catalogue of Life.